# Otto Waalkes

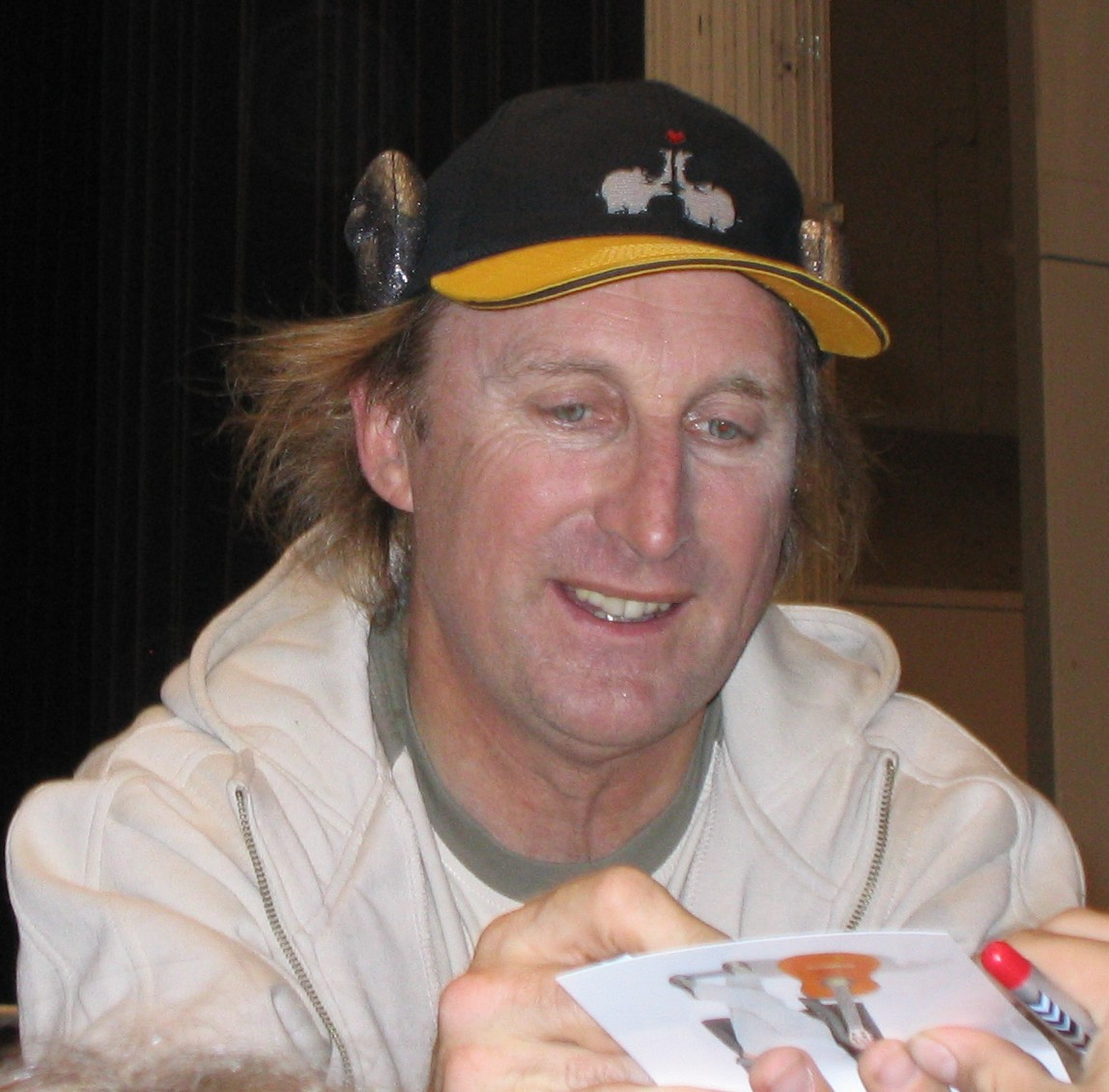
Otto Waalkes (2005)

Otto Gerhard Waalkes (Emden (Oost-Friesland), 22 juli 1948) is een Duitse cabaretier en acteur.
Hij verwierf bekendheid in Duitsland in de jaren zeventig en jaren tachtig met zijn shows, boeken en films. Het bekendst is hij geworden met zijn zogenaamde Ottifant, een soort getekende olifant.
Waalkes is zeer goed bevriend met tennisster Steffi Graf, die ook een rolletje had in zijn film Otto - Der Außerfriesische.
Waalkes is was van 2000 tot 2012 getrouwd met actrice Eva Hassmann en heeft een zoon uit een eerder huwelijk.

## Biografie
Otto Waalkes groeide op in zijn geboorteplaats Emden. Zijn allereerste optreden gaf hij toen hij 11 jaar was, in een warenhuis in Emden. Toen Waalkes 12 jaar werd, kreeg hij zijn eerste gitaar en in 1964 trad hij voor de eerste keer op met zijn toenmalige band The Rustlers.
In 1972 bracht Waalkes zijn eerste langspeelplaat out en in 1973 volgde zijn erste show, de 'OTTO SHOW'. In 1980 schreef hij zijn eerste boek, in 1985 volgde zijn eerste film (Otto - der Film).
Op 1 augustus 1987 opende zijn geboortestad Emden "Dat Otto Huus". Dit Otto-museum is gehuisvest in een voormalige apotheek en toont allerlei instrumenten (hij bespeelt er zeer veel) en spullen uit bijvoorbeeld zijn shows van vroeger.
In 2004 maakte Waalkes de film 7 Zwerge - Männer allein im Wald. Deze film, waarin ook een rol weggelegd was voor Nina Hagen, trok in Duitsland maar liefst 7 miljoen toeschouwers naar de bioscopen. In 2006 kwam het vervolg, 7 Zwerge – Der Wald ist nicht genug.
In 2023 bewerkten de Berlijnse rapper Ski Aggu en de Nederlandse muzikant Joost Klein Waalkes' nummer Friesenjung uit 1993. Het bewerkte nummer behaalde de eerste plaats van de Deutsche Singlecharts.

## Filmografie

### Speelfilms

#### Bioscoopfilms
- 1985: Otto – Der Film
- 1987: Otto – Der neue Film
- 1989: Otto – Der Außerfriesische
- 1992: Otto – Der Liebesfilm
- 2000: Otto – Der Katastrofenfilm
- 2001: Kommando Störtebeker
- 2004: 7 Zwerge – Männer allein im Wald
- 2006: 7 Zwerge – Der Wald ist nicht genug
- 2010: Otto’s Eleven
- 2014: Der 7bte Zwerg
- 2015: Kartoffelsalat – Nicht fragen!
- 2015: Hilfe, ich hab meine Lehrerin geschrumpft (cameo)
- 2018: Hilfe, ich hab meine Eltern geschrumpft
- 2021: Hilfe, ich hab meine Freunde geschrumpft
- 2021: Catweazle

#### Televisiefilms
- 1999: St.-Pauli-Nacht von Sönke Wortmann (gastoptreden)
- 2004: Crazy Race 2 – Warum die Mauer wirklich fiel (bijrol)

### Synchroonrollen
- 1993: Ottos Ottifanten (in der rol van Bruno Bommel) (RTL)
- 1998: Mulan (Duitse synchronisatie, in de rol van Mushu)
- 2001: Kommando Störtebeker (in de rol van Bruno Bommel und des Papageis von Störtebeker)
- 2002: Ice Age (Duitse synchronisatie in de rol van Sid)
- 2002: Kingdom Hearts (videospel, zeer korte synchroonrol als Mushu aus Mulan)
- 2004: Mulan 2 (Duitse synchronisatie in de rol van Mushu)
- 2005: Siegfried (synchronisatie van een computergeanimeerde sprinkhaan)
- 2006: Ice Age 2 – Jetzt taut’s (Ice Age: The Meltdown, Duitse synchronisatie in de rol van Sid)
- 2006: Euronics (opvolgend bedrijf van Red Zac; reclamespot)
- 2007: Lissi und der wilde Kaiser (korte synchroonrol wanneer de veldmaarschalk voor de eerste keer Kaiserschmarrn presenteert)
- 2009: Ice Age 3 – Die Dinosaurier sind los (Ice Age: Dawn of the Dinosaurs, Duitse synchronisatie in de rol van Sid)
- 2011: Ice Age – Eine coole Bescherung (Ice Age: A Mammoth Christmas, Duitse synchronisatie in de rol van Sid)
- 2012: Ice Age 4 – Voll verschoben (Ice Age: Continental Drift, Duitse synchronisatie in de rol van Sid)
- 2013: Dinosaurier 3D – Im Reich der Giganten (Walking with Dinosaurs, Duitse synchronisatie in de rol van Alex)
- 2016: Ice Age 5 – Kollision voraus! (Ice Age: Collision Course, Duitse synchronisatie in de rol van Sid)
- 2018: Der Grinch (The Grinch, Duitse synchronisatie in de rol van Grinch)
- 2022: Ice Age 6 (Ice Age - Die Abenteuer von Buck Wild, Duitse synchronisatie in de rol van Sid)

### Televisie
- 1973: Die Otto-Show (WDR, 27 augustus 1973)
- 1974: Otto – MCVKIIRVIII (WDR, 6 juli 1974)
- 1975: Otto – Das 3. Programm (WDR, 22 september 1975)
- 1976: Otto IV (WDR, 6 september 1976)
- 1977: Otto V (WDR, 28 november 1977)
- 1978: Die Otto-Show VI (WDR, 23 november 1978)
- 1979: Die Otto-Show VII (WDR, 6 december 1979)
- 1981: So ein Otto (WDR, 4 april 1981)
- 1981: Ein neues Programm von und mit Otto Waalkes (WDR, 26 november 1981)
- 1981: Hilfe, Otto kommt! (ZDF)
- 1982-1990: Ronny’s Pop Show (ZDF)
- 1993: Ottos Ottifanten (RTL)
- 1994: Otto – Die Serie (RTL)
- 1995: Rock am Ring (MTV)
- 2001: Otto – Mein Ostfriesland und mehr [Ein Star und seine Stadt] (RB)
- 2002: Only Otto (SAT.1)
- 2005: Best of OTTO (WDR)
- 2008: Happy Otto! Wir haben Grund zum Feiern (RTL)
- 2008: Otto live! Das Original (RTL)
- 2015: Otto – Geboren um zu blödeln (ZDF)
- 2016: Circus HalliGalli (ProSieben, gastoptreden in seizoen 7 aflevering 16)
- 2016: Otto live! Holdrio again (RTL)
- 2017: Ronnys Pop Show (RTL Nitro, 7 afleveringen)
- 2018: Mensch Jürgen! von der Lippe wird 70 (ARD, gastoptreden als gelukwenser in videoboodschap)
- 2021: Otto Fröhliche – Advent, Advents mit Otto und Friends (NDR, als presentator)
- 2022: Otto Total (RTL)
- 2022: Ottos Märchenshow (RTL)